# Sistema nervoso enterico

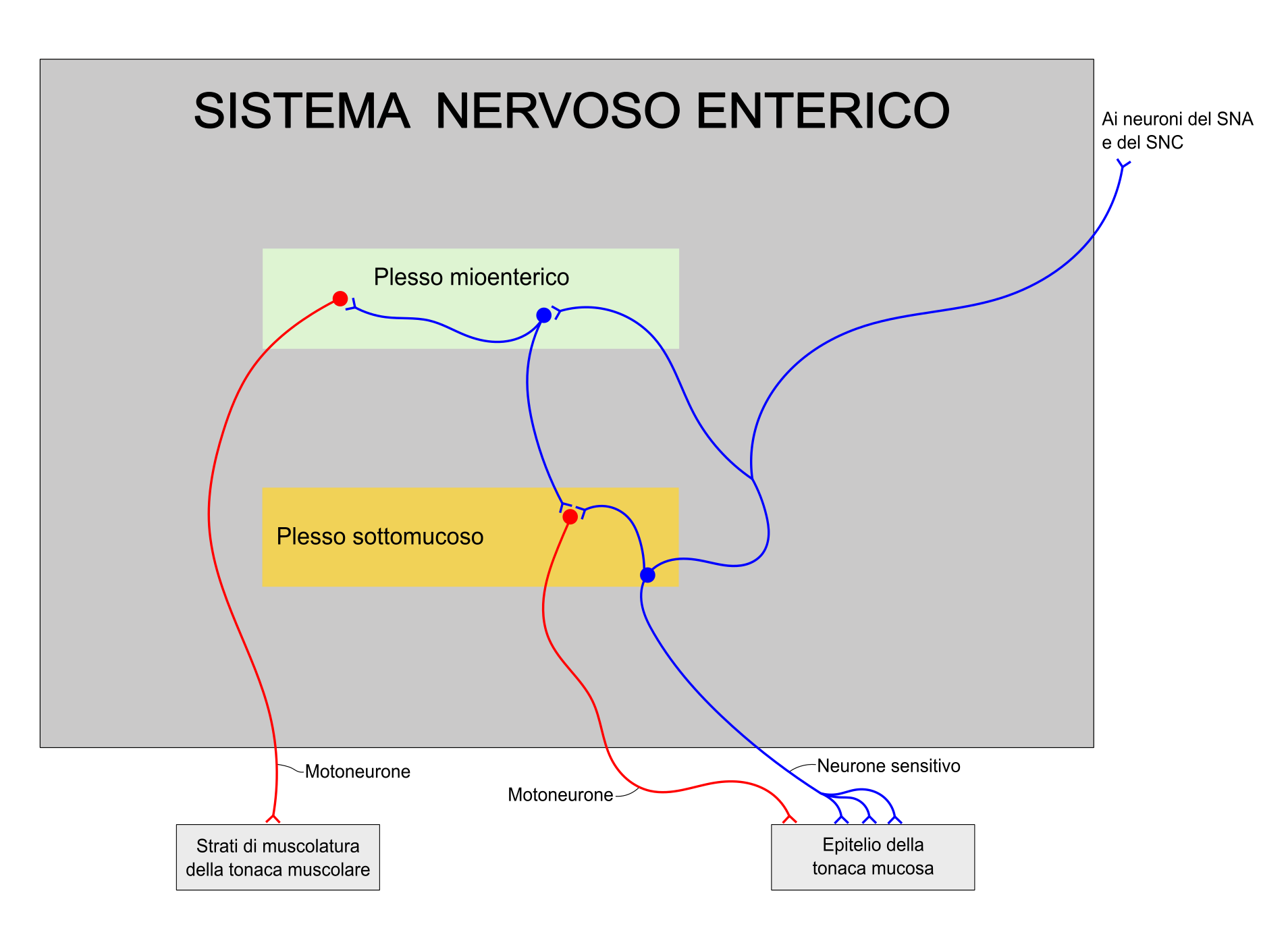
Organizzazione del Sistema Nervose Enterico

Il sistema nervoso enterico è una delle tre branche del sistema nervoso autonomo. È localizzato nello spessore della parete intestinale, nel pancreas e nella cistifellea. Le funzioni dell'apparato digerente sono governate dal sistema nervoso enterico.

## Caratteristiche anatomofunzionali

### Anatomia e plessi
Il sistema nervoso enterico è costituito da circa 500 milioni di neuroni nell'uomo (numero paragonabile a quelli che costituiscono il midollo spinale) suddivisi in circa venti classi funzionalmente distinte, da cui il nome di "second brain" o "brain-in-the-gut". Questo è per lo più indipendente dal sistema nervoso simpatico e parasimpatico. Il metasimpatico gode di un'autonomia unica in tutto il sistema nervoso periferico: si è infatti visto in animali da laboratorio che, sezionando le efferenze vagali, ortosimpatiche e parasimpatiche a livello del tubo digerente, la funzionalità dello stesso rimane garantita e pressoché inalterata; i soggetti perdono soltanto la possibilità di salivare, dato che il metasimpatico non innerva strutture poste superiormente all'esofago, quali le ghiandole salivari innervate dai nervi cranici. Nonostante questa potenziale autonomia del sistema nervoso enterico nei confronti del centrale, quest'ultimo è perfettamente in grado di modulare l'attività del primo con le sue efferenze parasimpatiche (vagali) e ortosimpatiche (dalle catene ortosimpatiche).
I neuroni del sistema nervoso enterico si raggruppano in due plessi, detti intrinseci o intramurali:
- plesso di Meissner o sottomucoso (regola soprattutto l'attività secretoria del tubo digerente);
- plesso di Auerbach o mioenterico (controlla l'attività motoria gastrointestinale lungo tutta la sua lunghezza).

### Attività nervosa e riflessi
I due citati plessi costituiscono un'ampia popolazione di interneuroni (circuiti interneuronali come a livello spinale) ed entrambi ricevono informazioni da diversi neuroni sensoriali (chemocettori, meccanocettori e termocettori) all'interno del lume o nella tonaca mucosa. A questi livelli si sviluppano riflessi locali isolati dagli altri controlli: stimoli meccanici e chimici provenienti dalla parete del tubo sono elaborati da questo centro integratore enterico e possono dare origine a risposta ghiandolare, muscolare, epiteliale o vasale. I riflessi così generati possono essere di tre tipi, a seconda del circuito attraverso cui si estrinsecano:
- riflessi che si sviluppano nei confini del sistema nervoso enterico, per controllare le funzionalità locali di uno specifico tratto;
- riflessi che dal sistema nervoso enterico vanno alle colonne ortosimpatiche paravertebrali e tornano indietro, generando impulsi che da un determinato segmento vanno a interferire con l'attività di altre porzioni del sistema digerente: normalmente la presenza di materiale in un tratto del tubo promuove l'attività dei segmenti successivi (che lavorando si svuoteranno per accogliere nuova sostanza) e inibisce quella dei segmenti precedenti (in maniera tale da evitare sovraccarichi in determinati settori dell'apparato gastrointestinale finché non si siano liberati). Riflessi gastrocolici favoriranno quindi l'evacuazione del colon quando lo stomaco accoglie nuovo cibo, mentre riflessi enterogastrici andranno a inibire l'attività e lo svuotamento dello stomaco in un intestino già occupato;
- riflessi che dal tratto gastrointestinale giungono fino al nevrasse per rimbalzare indietro, che possono intervenire nella trasmissione di impulsi dolorosi o nell'elaborazione di riflessi della defecazione.

### Controllo della muscolatura liscia
La funzione dei motoneuroni del sistema nervoso enterico è di controllare i muscoli lisci; a differenza del sistema somatico (nel quale la muscolatura è striata), qui esistono sia motoneuroni eccitatori che inibitori: nel muscolo striato infatti non c'è bisogno di inibizione, perché in assenza di eccitazione è privo di attività contrattile; la muscolatura liscia ha invece una propria attività contrattile che deriva dalla presenza nel sistema nervoso enterico di cellule pacemaker (le cellule interstiziali di Cajal) che presentano oscillazioni spontanee del potenziale di membrana ritmiche e in grado di contribuire al controllo della motilità intestinale.
Le fibre simpatiche e parasimpatiche hanno come già detto un effetto indiretto sulla muscolatura liscia, poiché vanno a innervare i neuroni del plesso enterico stesso: i centri superiori vegetativi controllano l'attività del sistema enterico, che a sua volta controlla muscoli lisci, ghiandole e via dicendo con l'eccezione della muscolatura liscia dei vasi (vedi vasocostrizione).
Le cellule di Cajal presentano un'attività elettrica propria, costante e lenta, che va a stimolare delle oscillazioni periodiche del potenziale di membrana (da 3 a 12 al minuto) chiamate onde lente; queste onde lente non sono altro che variazioni di circa 10 mV del potenziale in grado di facilitare l'insorgenza di veri e propri potenziali d'azione (potenziali a punta) nella muscolatura liscia della parete gastrointestinale. Fattori come lo stiramento delle pareti (per l'ingresso di cibo), irritazioni meccaniche o impulsi dal SNA possono modulare ulteriormente l'insorgenza dei potenziali a punta, avendo quindi un importante ruolo nell'attività motoria dell'apparato digerente.

### Ormoni usati e loro azioni
Il sistema nervoso enterico fa anche uso di più di 30 neurotrasmettitori, molti dei quali sono identici a quelli presenti nel sistema nervoso centrale, come l'acetilcolina, dopamina e serotonina. Più del 90% della serotonina del corpo si trova nell'intestino, così come circa il 50% della dopamina del corpo, che è attualmente allo studio per migliorare la nostra comprensione della sua utilità nel cervello.
Il sistema nervoso enterico ha la capacità di modificare la sua risposta in base a fattori come la composizione di massa e dei nutrienti. Inoltre, il SNE contiene cellule di supporto che sono simili all'astroglia del cervello e una barriera attorno ai capillari che circonda i gangli del tutto similmente alla barriera emato-encefalica del cervello.
Le azioni note dei neurotrasmettitori e degli ormoni sono:
- inibizione, grazie ad adrenalina, peptide intestinale vasoattivo, monossido di azoto e ATP;
- eccitazione, grazie ad acetilcolina e sostanza P;
- modulazione a lungo termine dell'attività di membrana, grazie a peptidi oppioidi (la maggior parte dei quali si trova anche a livello del cervello), tra cui le encefaline.

Inoltre, è nota l'attività di regolazione della frequenza delle onde lente e l'ampiezza delle attività elettromotore del piccolo intestino mediata dalla trasmissione serotoninergica. La densità della serotonina cellulare è ridotta nelle cellule del colon di pazienti con IBS (sindrome dell'intestino irritabile).